# Mañana campestre (álbum)
Mañana campestre es un álbum del grupo de rock argentino Arco Iris lanzado en 1979. La famosa canción Mañana campestre no fue lanzada por primera vez con este álbum, sino con el álbum Tiempo de resurrección (1972). Para 1979, año de lanzamiento de Mañana campestre, Gustavo Santaolalla ya había abandonado la banda y todos sus miembros habían abandonado la Argentina para radicarse en los Estados Unidos, donde fue grabado el álbum. Este reúne varios temas tradicionales de la banda («Mañana campestre», «Vasudeva» y «Sudamérica»), con otros nuevos lanzados como simples, de la época en que aún se encontraba Santaolalla, entre los que se destaca «La savia verde».

## Temas
1. «Mañana campestre»
2. «Vasudeva»
3. «El niño, la libertad y las palomas»
4. «Soy un pedazo de sol»
5. «Kukuriku»
6. «Abran los ojos»
7. «La savia verde»
8. «Detrás»
9. «Llegó el cambio»
10. «Sudamérica»